# Jules Baert
Jacques Georges Baert, appelé Jules Baert est un arbitre français de football des années 1930 né en 1888. 

## Biographie
Baert était affilié à Lille. Lors de la finale de la coupe de France 1933-1934, une gigantesque bousculade conduit l'arbitre à interrompre le match. Il y a des blessés mais pas de mort. Un but est alors annulé, le juge de touche Léon Boes ayant auparavant signalé un hors-jeu d'Émile Zermani. Cette annulation provoque les vives protestations des Marseillais. 
L'arbitre et le juge de touche sont pris à partie, injuriés et menacés par Di Lorto, Zermani, et Alcazar.
Il est arbitre assistant lors de la Coupe du monde 1934.

## Carrière
Il a officié dans une compétition majeure : 
- Coupe de France de football 1933-1934 (finale)